# Arandas (Jalisco)
Arandas – miasto we wschodniej części meksykańskiego, stanu Jalisco, położone około 100 km na wschód od stolicy stanu - Guadalajary. Jest siedzibą władz gminy Arandas. Miasto w 2010 r. zamieszkiwało 52 157, natomiast całą gminę - 72 812 osób. Klimat Ameca jest subtropikalny, charakterystyczny dla wysokich równin pomiędzy zwrotnikami, według klasyfikacji Wladimira Köppena należy do grupy umiarkowanie ciepłych (Cwb), z bardzo wilgotnym latem i suchą, chłodną zimą.   